# أقموسة ملكية
أُقموسة ملكية أو ذو الشعر الجذاب الملكي (الاسم العلمي: Eucomis regia)، هو نبات مُزهر من فصيلة الهليونية.
موطنها مقاطعة كيب بجنوب إفريقيا. وصف لأول مرة من قبل كارل لينيوس في عام 1753، باسم Fritillaria regia. ثم نقل إلى أقموسة بواسطة شارل لوي ليريتيه دو بروتل في عام 1789.
عومل Eucomis pillansii بوصفه نوع منفصل أو نويع E. regia subsp. pillansii، ولكن الآن مدرج في الأقموسة الملكية(E. regia).